# Clarence Wallace
Clarence Wallace était un homme politique canadien qui servit comme lieutenant-gouverneur de la province de Colombie-Britannique entre 1950 et 1955.